# Eocene
| Periodo                                                                                     | Epoca               | Piano          | Età (Ma)    |
| ------------------------------------------------------------------------------------------- | ------------------- | -------------- | ----------- |
| Neogene                                                                                     | Miocene             | Aquitaniano    | Più recente |
| Paleogene                                                                                   | Oligocene           | Chattiano      | 27,30       |
| Paleogene                                                                                   | Oligocene           | Rupeliano      | 33,9        |
| Paleogene                                                                                   | Eocene              | Priaboniano    | 37,71       |
| Paleogene                                                                                   | Eocene              | Bartoniano     | 41,03       |
| Paleogene                                                                                   | Eocene              | Luteziano      | 48,07       |
| Paleogene                                                                                   | Eocene              | Ypresiano      | 56,00       |
| Paleogene                                                                                   | Paleocene           | Thanetiano     | 59,24       |
| Paleogene                                                                                   | Paleocene           | Selandiano     | 61,66       |
| Paleogene                                                                                   | Paleocene           | Daniano        | 66,00       |
| Cretacico                                                                                   | Cretacico superiore | Maastrichtiano | Più antico  |
| Suddivisione del Paleogene secondo la Commissione internazionale di stratigrafia dell'IUGS. |                     |                |             |

L'Eocene è la seconda epoca geologica del periodo Paleogene e va dai 56,00 milioni di anni fa (Ma) ai 33,9 Ma, preceduto dal Paleocene e seguito dall'Oligocene. L'Eocene è suddiviso in quattro piani: Ypresiano, Luteziano, Bartoniano e Priaboniano.
Durante questa epoca, in seguito alle collisioni tra i continenti, si formarono le grandi catene montuose attuali come le Cordigliere, le Alpi e l'Himalaya. Il clima raggiunse il Massimo termico del Paleocene-Eocene, che diede inizio a questa epoca, ma vide anche l'evento dell'Azolla, una piccola felce acquatica la cui proliferazione provocò un raffreddamento globale che diede origine alle moderne glaciazioni.

## Etimologia
Il nome Eocene, proposto dal geologo inglese Charles Lyell, proviene dal greco antico ἠώς (eos che significa "alba") e καινός (kainos, che significa "nuovo") a indicare la nuova alba dei mammiferi moderni apparsi in questa epoca.

## Suddivisioni
La Commissione Internazionale di Stratigrafia riconosce per l'Eocene una suddivisione in quattro piani, ordinati dal più recente al più antico secondo il seguente schema:
- Priaboniano da 37,71 milioni di anni fa (Ma) a 33,9  Ma
- Bartoniano da 41,03  milioni di anni fa (Ma) a 37,71  Ma
- Luteziano da 48,07  milioni di anni fa (Ma) a 41,03 Ma
- Ypresiano da 56,00  milioni di anni fa (Ma) a 48,07 Ma

## Definizioni stratigrafiche e GSSP
La base dell'Eocene e del suo primo piano, l'Ypresiano, è posizionata alla base dell'unità litostratigrafica in cui si registra l'inizio della cosiddetta "Escursione dell'isotopo del Carbonio" (CIE = Carbon Isotope Excursion), la forte anomalia negativa nei valori del δ13C.
Come marcatore secondario si può utilizzare la prima comparsa negli orizzonti stratigrafici dei foraminiferi delle specie Acarinina sibaiyaensis e Acarinina africana, e del nanoplancton Discoaster anartios.  È inoltre in correlazione con l'inizio del Massimo termico del Paleocene-Eocene.

### GSSP
Il GSSP, il profilo stratigrafico di riferimento della Commissione Internazionale di Stratigrafia, che originariamente era stato attribuito a una sezione tipo nelle vicinanze di Ypres, è localizzato nella sub-sezione DBH della sezione Dababiya, vicino a Luxor, in Egitto, dove si registra l'inizio della cosiddetta "Escursione dell'isotopo del Carbonio" (CIE = Carbon Isotope Excursion).
Le coordinate sono: latitudine 25°30'N e longitudine 32°31'52"E.

## Il clima

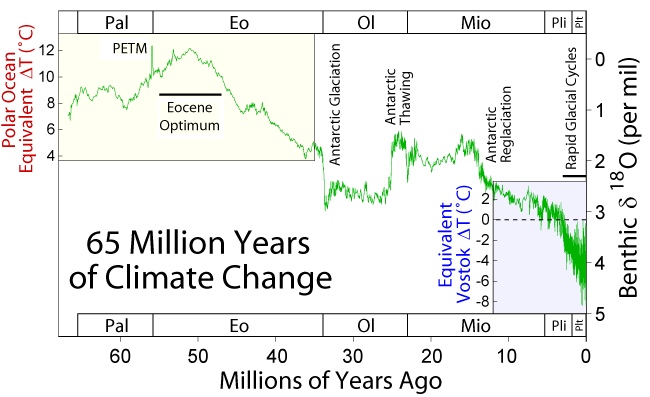
L'andamento delle temperature negli ultimi 65 milioni di anni, in base alla concentrazione dell'isotopo dell' ^{18}O nel mare. Il Massimo termico del Paleocene-Eocene è in corrispondenza del picco nel grafico.

Complessivamente il clima dell'Eocene fu il più omogeneo del Cenozoico; il gradiente termico tra l'equatore e i Poli era all'incirca la metà di quello attuale e le correnti oceaniche profonde erano eccezionalmente calde. Le regioni polari erano relativamente calde, tanto che le foreste temperate arrivavano fino quasi ai Poli; date le frequenti piogge, le foreste pluviali si estendevano fino al 45º parallelo. Di fatto il clima delle regioni equatoriali era sostanzialmente simile a quello attuale, mentre le maggiori differenze si osservavano alle latitudini temperate ed estreme. Poiché all'inizio dell'Eocene l'Australia e l'Antartide erano ancora uniti, le correnti oceaniche calde e fredde si mescolavano tra loro mantenendo una temperatura oceanica omogenea.
Poco dopo l'inizio del periodo, la temperatura registrò uno degli aumenti più rapidi e significativi nella storia geologica del pianeta, noto come Massimo termico del Paleocene-Eocene, che provocò un riscaldamento delle temperature fino a 7 °C alle latitudini più elevate e che durò all'incirca centomila anni. Questo aumento repentino delle temperature causò una severa estinzione di massa che differenziò la fauna dell'Eocene da quella del precedente Paleocene.
Si ritiene che questo intenso riscaldamento sia stato causato dall'espulsione di clatrati di metano dai sedimenti marini; l'iniziale aumento della temperatura provocò il rilascio dei clatrati dai fondi oceanici, e a sua volta il gas liberato nell'atmosfera produsse un effetto serra paragonabile all'emissione di due miliardi di tonnellate di anidride carbonica.

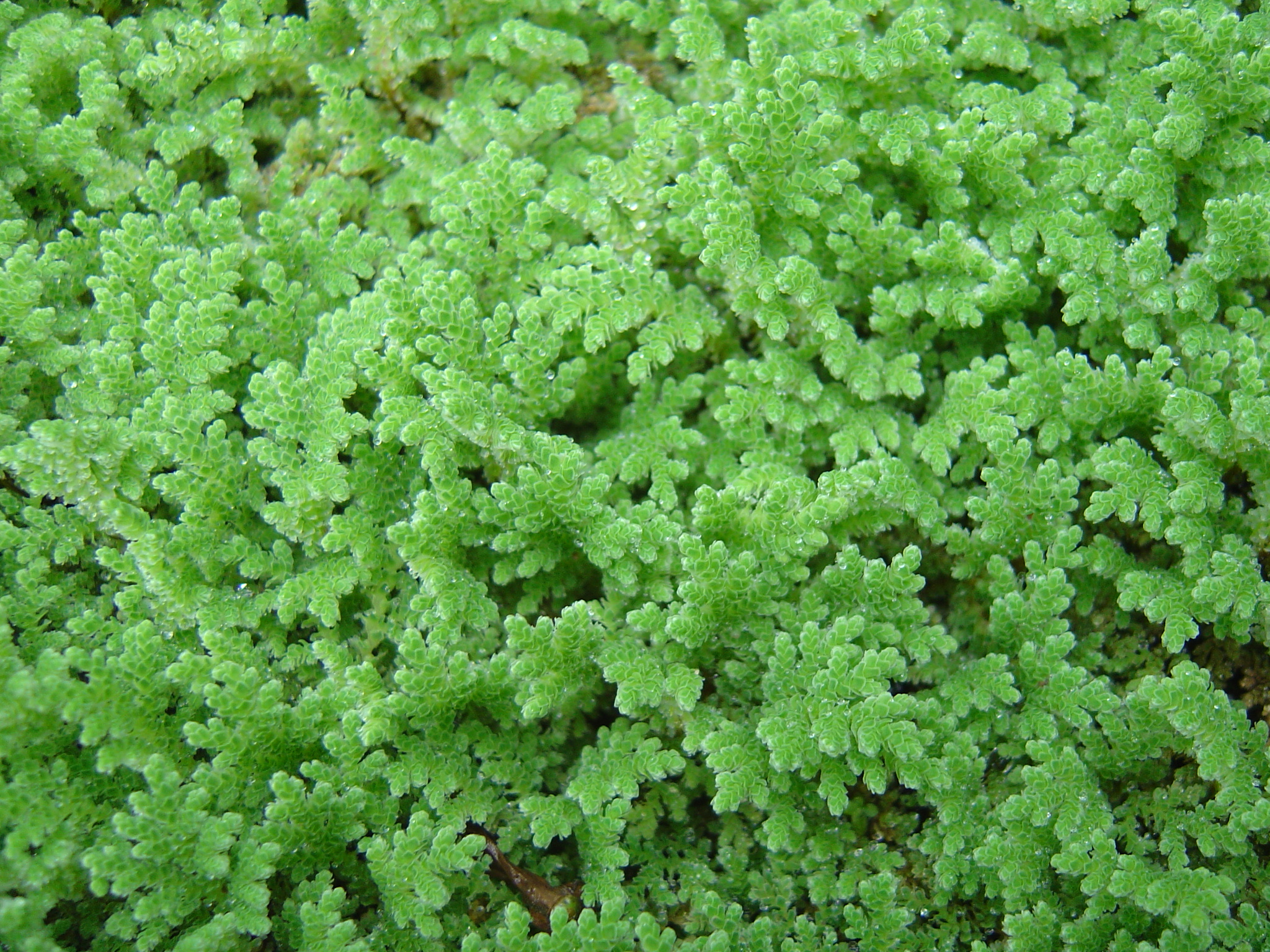
Le felci di Azolla potrebbero essere state la causa del raffreddamento del pianeta fino alle temperature attuali.

L'aumento delle temperature in tutto il pianeta non fu l'unica conseguenza, poiché il clima divenne anche considerevolmente più umido e gran parte dell'umidità arrivò fino ai Poli. La gran quantità di piogge sull'Oceano Artico, assieme alla configurazione dei continenti che lo isolavano dagli altri oceani, produsse una drastica riduzione della salinità che gettò le basi per un altro evento destinato a marcare in segno opposto la parte finale dell'Eocene.
Il clima infatti si mantenne stabilmente caldo durante la parte centrale dell'Eocene, fino al raffreddamento finale causato dall'evento dell'Azolla e dall'isolamento dell'Antartide.
L'evento dell'Azolla è legato all'enorme proliferazione di questa felce d'acqua dolce nelle acque oceaniche a bassa salinità
a causa delle grandi piogge. L'Azolla si riprodusse talmente nelle acque dell'Oceano Artico da ricoprirne gran parte della superficie. Contemporaneamente queste felci iniziarono a depositarsi nei fondali marini fino al punto da non rendere più possibile la decomposizione a causa della carenza di ossigeno nelle acque più profonde. Questo portò a una diminuzione dell'afflusso di anidride carbonica nell'atmosfera provocando un raffreddamento sensibile del clima.
Inoltre con la separazione dal continente australiano, avvenuta circa 40 milioni di anni fa, l'Antartide si trovò privato della circolazione delle correnti calde equatoriali e l'Oceano Antartico cominciò a congelare, creando la banchisa polare e un flusso di corrente fredde che portarono alla glaciazione del continente.

## Paleogeografia
La terza e ultima grande fase di frammentazione del supercontinente Pangea ebbe luogo tra il Paleocene e l'Oligocene. L'antico continente Laurentia, formato dalle attuali Nord America e Groenlandia, continuò a separarsi dall'Eurasia allargando il neoformato Oceano Atlantico, mentre l'Oceano Tetide andava richiudendosi a causa dell'avvicinamento dell'Africa al continente Eurasiatico.
All'inizio dell'Eocene il continente Australiano era ancora unito all'Antartide, ma cominciò a staccarsene durante il Luteziano, come già era successo all'India e alla Nuova Zelanda durante il Cretacico.
Le terre emerse italiane nel periodo eocenico comprendevano Sardegna, Calabria, Puglia, parte della Campania e del Lazio e l'attuale confine italo-austriaco.

## I fossili
I più famosi strati dell'Eocene sono probabilmente quelli di Bolca nel Veneto, in cui sono stati rinvenute più di 160 specie di pesci, 250 specie di piante, crostacei, insetti, rettili ed uccelli.
Un altro giacimento a conservazione eccezionale di età eocenica è quello di Messel in Germania, che ha fornito moltissimi resti di vertebrati tra i quali il Buxolestes ed il Diacodexis.

## Fauna

### Mammiferi
All'inizio di questo periodo i mammiferi crebbero in dimensioni e diffusione, andando a riempire praticamente tutte le nicchie ecologiche lasciate libere una decina di milioni di anni prima dai rettili mesozoici. Tra i mammiferi caratteristici dell'epoca, da ricordare Uintatherium e Arsinoitherium, primitivi giganti simili ai rinoceronti. In Africa si svilupparono elefanti primitivi (Moeritherium), procavie e sirenii, mentre nell'isolato Sudamerica continuarono a prosperare mammiferi primitivi (Litopterna, Pyrotheria e Notoungulata) e marsupiali (tra cui gli Sparassodonta).
Gli ungulati proseguirono il loro sviluppo nell'Eocene. Gli Artiodattili comparvero all'inizio di questa epoca, circa cinquantaquattro milioni di anni fa con Diacodexis e Anoplotherium; verso la fine dell'Eocene si erano diversificati nei tre sotto-ordini attuali: Tylopoda (cammelli), Suinae (maiali) e soprattutto i Ruminanti (pecore, capre e vacche), che avendo saputo sviluppare un apparato digestivo particolare, li fece diventare gli erbivori dominanti.
La grande espansione dei Perissodattili li portò ad occupare terre meno prospere per altre specie, legate allo sviluppo delle prime erbe: si svilupparono i primi cavalli in Europa e in Nordamerica (Eohippus), mentre facevano la loro comparsa gli antenati di rinoceronti e tapiri.

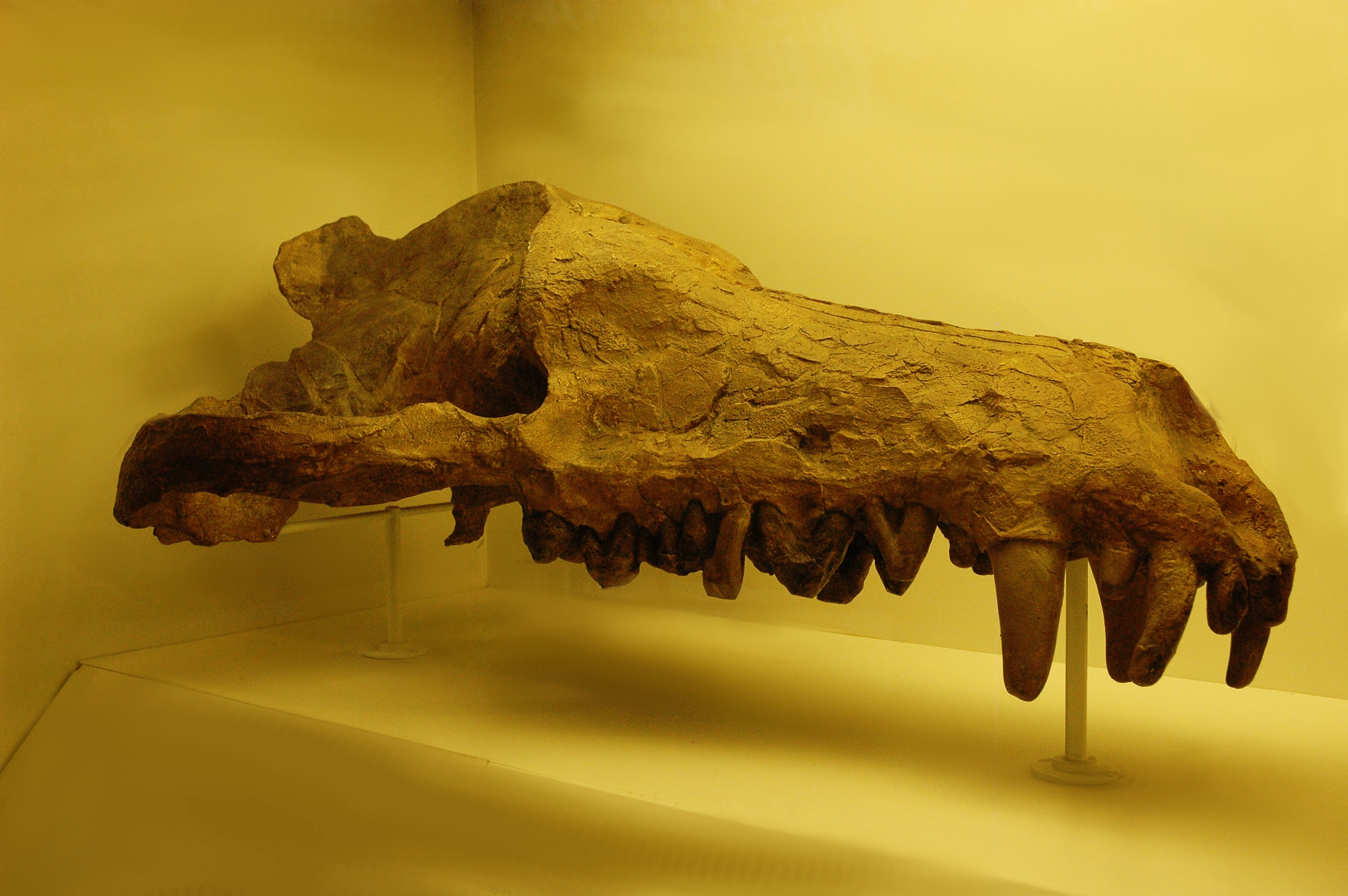
Cranio di Andrewsarchus mongoliensis, esposto al Museo Britannico di Storia Naturale.

I cetacei, probabilmente derivati dagli artiodattili primitivi, compirono il percorso inverso da quello effettuato dai loro predecessori, che circa trecento milioni di anni prima erano usciti dall'acqua per approdare sulla terra, e ritornarono verso il mare. Questo processo iniziò con i Pakicetidae nel Pakistan, carnivori terrestri la cui configurazione delle ossa dell'orecchio e la dentizione indicavano già il primo passo verso le balene. Alcuni milioni di anni più tardi, l'Ambulocetus aveva già uno stile di vita anfibio e le sue zampe posteriori erano più adatte al nuoto che alla deambulazione terrestre. I Protocetidae rappresentano un passo ulteriore nell'evoluzione dei cetacei, e sembra che avessero già sviluppato una pinna caudale simile a quella degli attuali cetacei
.
I primi cetacei completamente marini comparvero circa quarantacinque milioni di anni fa. I basilosauridi, che comprendevano specie come il Basilosaurus o il Dorudon avevano un'anatomia molto simile alle attuali balene, anche se con un cervello meno sviluppato; le prime balene dentate apparvero verso la fine dell'Eocene.
Tra le forme predatrici, gli antichi Creodonti (come il Patriofelis) erano dominanti e coesistevano con i primi veri carnivori i Miacidae, con la dentatura caratterizzata da un molare e un premolare, al posto dei due molari. In questo periodo si svilupparono anche forme carnivore gigantesche come l'Andrewsarchus (imparentato alla lontana con gli attuali artiodattili), che arrivava a tre metri di lunghezza, con un'altezza di quasi due metri e un peso fino a 250 kg. Nonostante la sua mole imponente non riuscì a imporsi tra gli altri carnivori e si estinse nel poco più tardo Miocene. Sembra che la sua estinzione sia legata all'articolazione lombo-sacrale poco sviluppata e al fatto di essere un plantigrado, condizioni che non gli permettevano di correre velocemente come gli altri carnivori. Per quanto riguarda i creodonti, invece, una delle cause della loro estinzione può essere ricercata nella loro dentizione che permetteva loro di mangiare solo carne, mentre la maggior parte dei carnivori dell'epoca era in grado di masticare anche altri tipi di alimenti. L'ultimo creodonte di cui conosciamo i fossili, il Dissopsalis, si è estinto da otto milioni di anni.

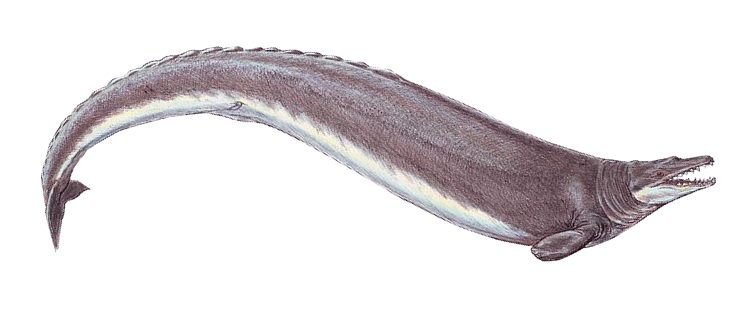
Basilosaurus
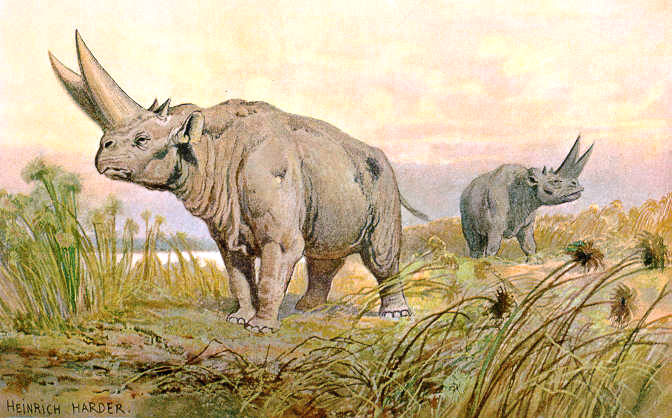
Arsinoitherium
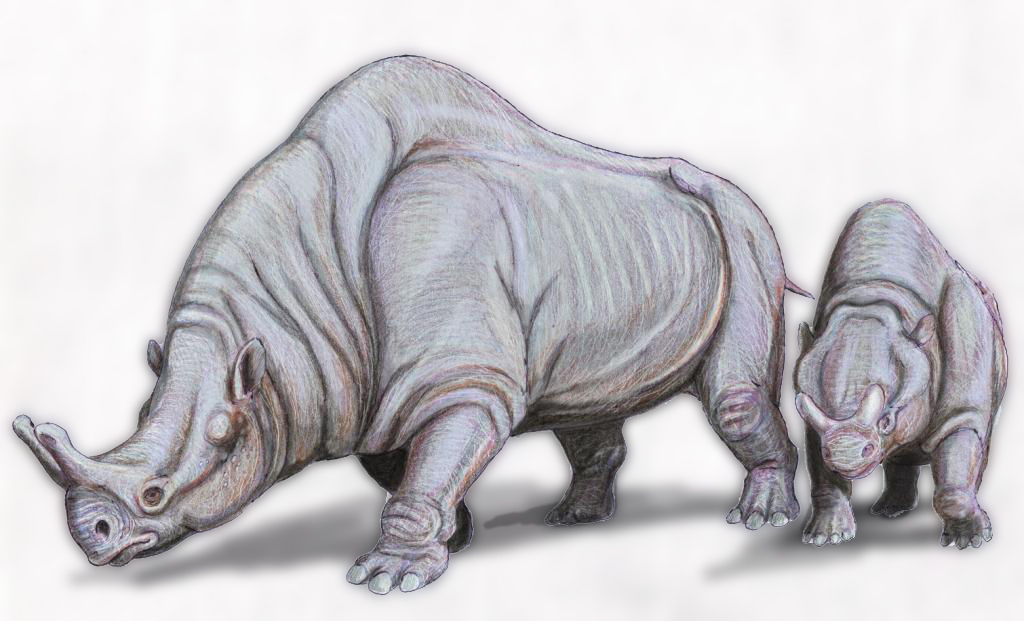
Brontotherium
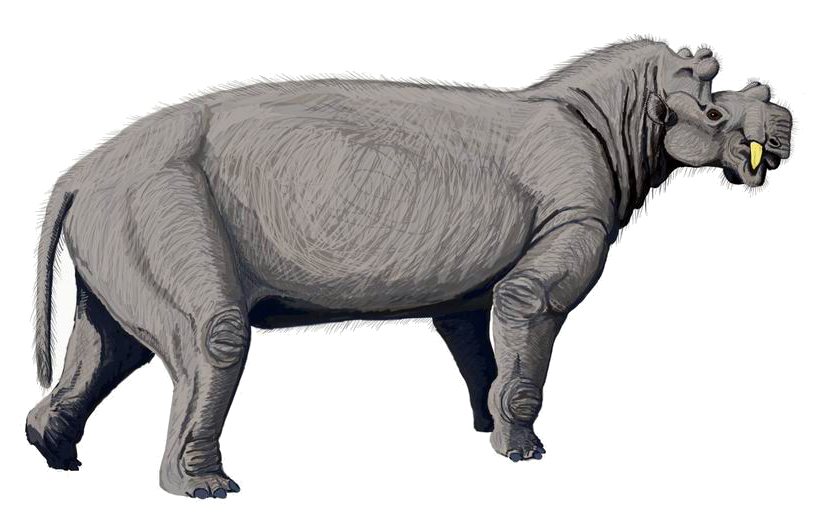
Uintatherium
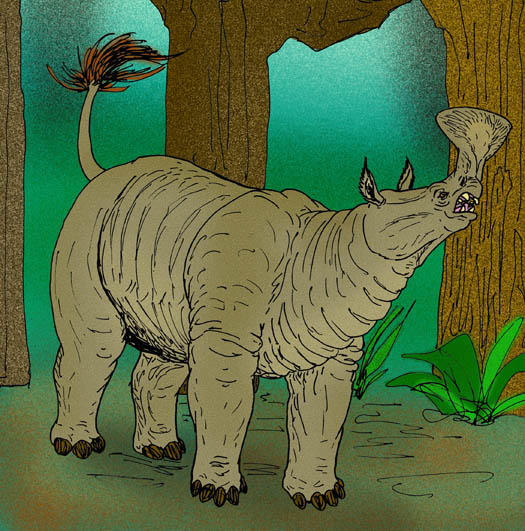
Embolotherium
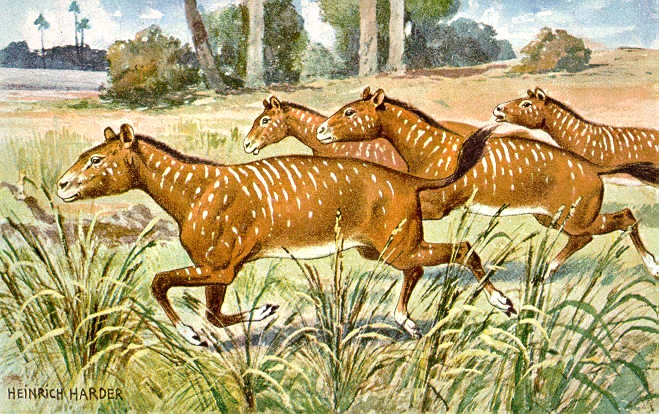
Mesohippus
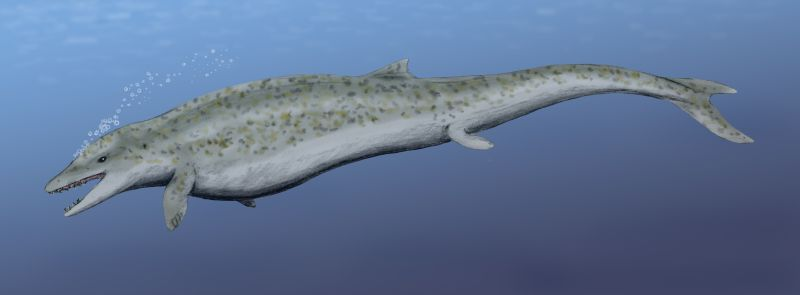
Dorudon
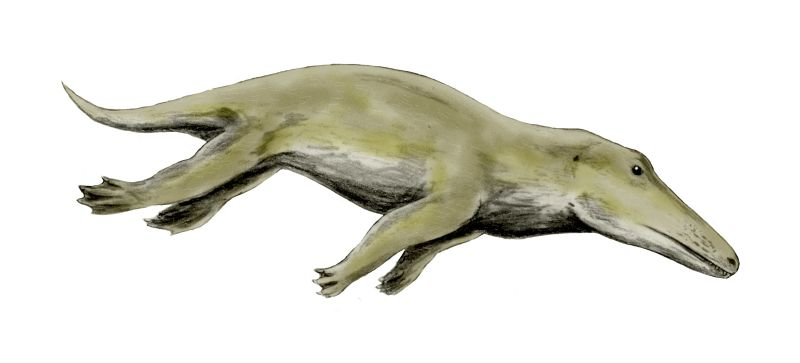
Ambulocetus
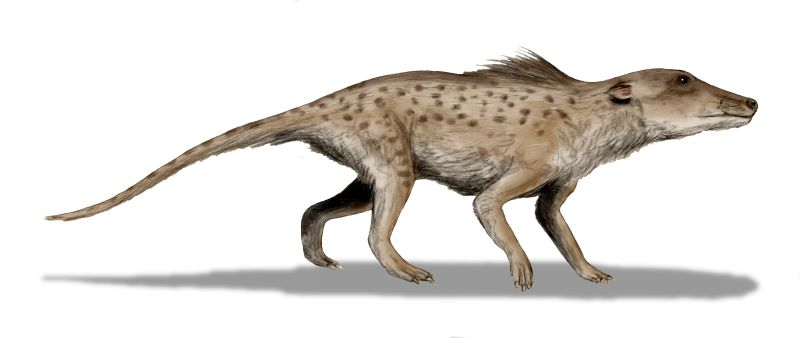
Pakicetus
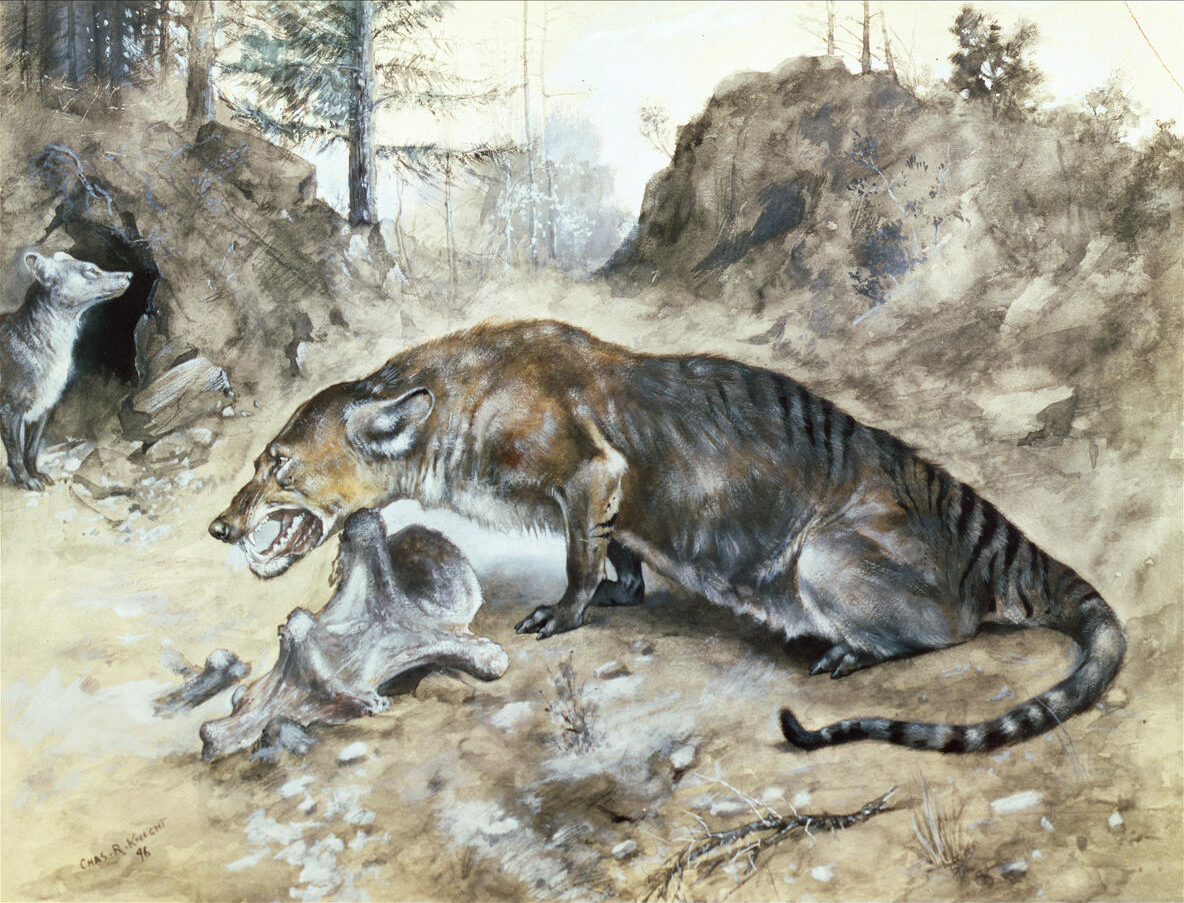
Mesonyx
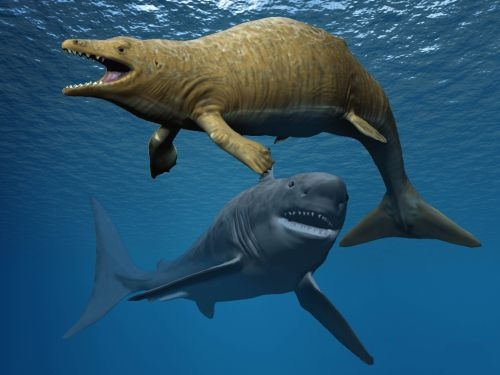
Aegyptocetus
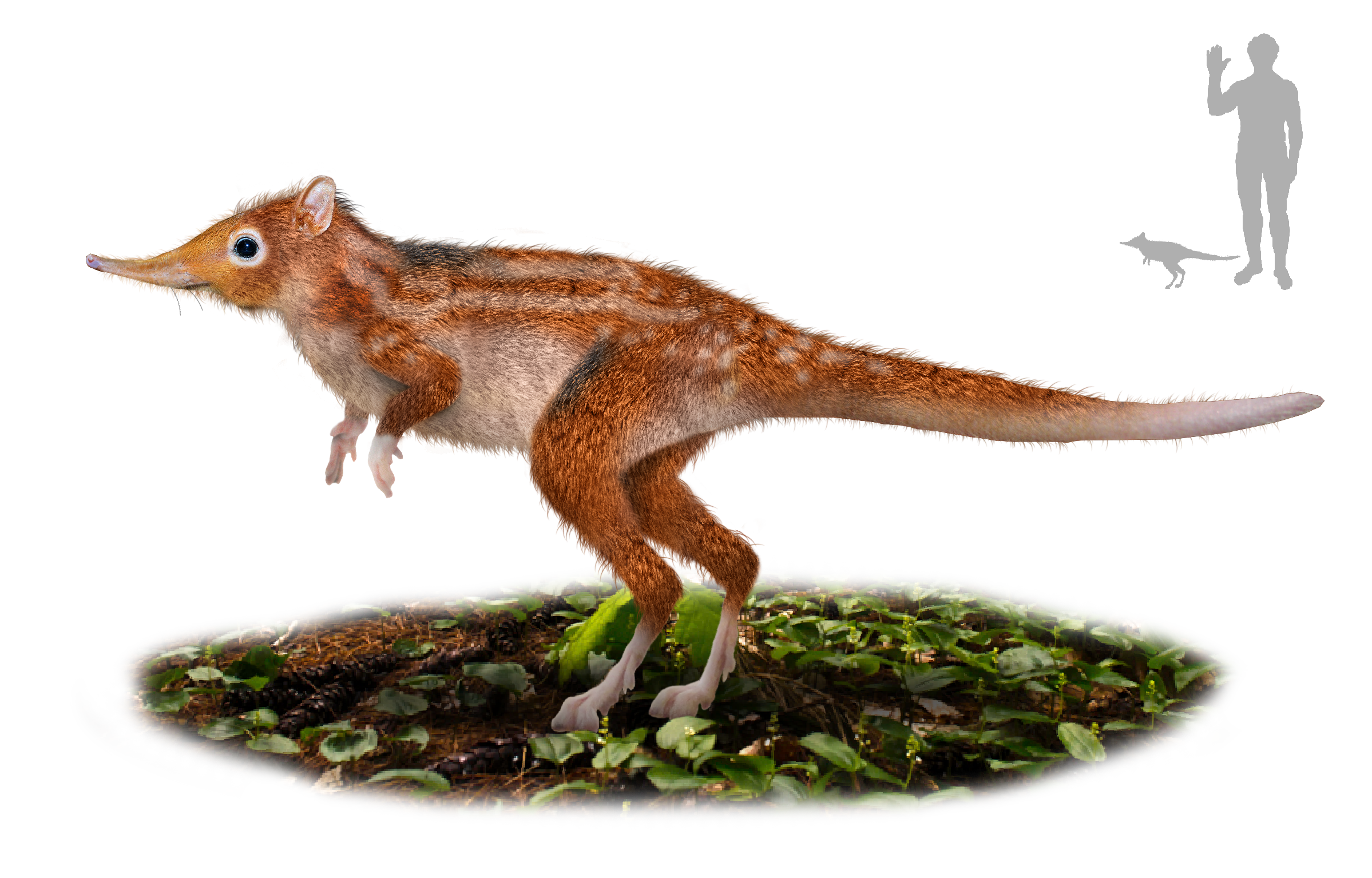
Leptictidium

### Altri vertebrati
Tra gli altri vertebrati terrestri, gli uccelli conobbero una notevole espansione e colonizzarono una varietà di ambienti; molte forme caratteristiche sono state rinvenute nelle fosforiti di Quercy in Francia e nella formazione della London Clay in Inghilterra. I rettili, sostanzialmente, erano rappresentati da forme identiche a quelle attuali, anche se erano ancora presenti specie arcaiche (Champsosaurus).
Anche i pesci ossei produssero forme già simili a quella attuali: tra i giacimenti ittiolitici più noti, da ricordare il sistema di laghi fossili della Green River Formation nel Wyoming e la “pesciara” di Bolca, in Italia.
I primati (tra cui Adapis e gli Omomyidae) si differenziarono negli antenati dei gruppi odierni.
Alla fine dell'Eocene, in Europa e in Nordamerica, vi fu un evento (forse un ingente cambiamento climatico) che gli studiosi europei chiamano la “Grande coupure” o Estinzione Eocene-Oligocene, che portò all'estinzione di molti mammiferi.

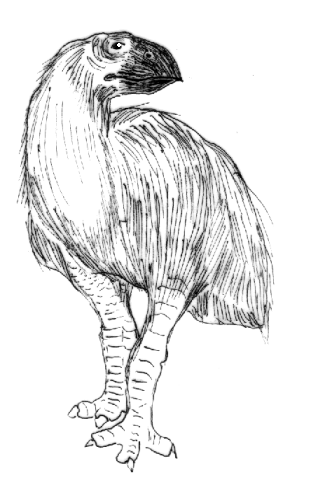
Diatryma (Gruiformes)
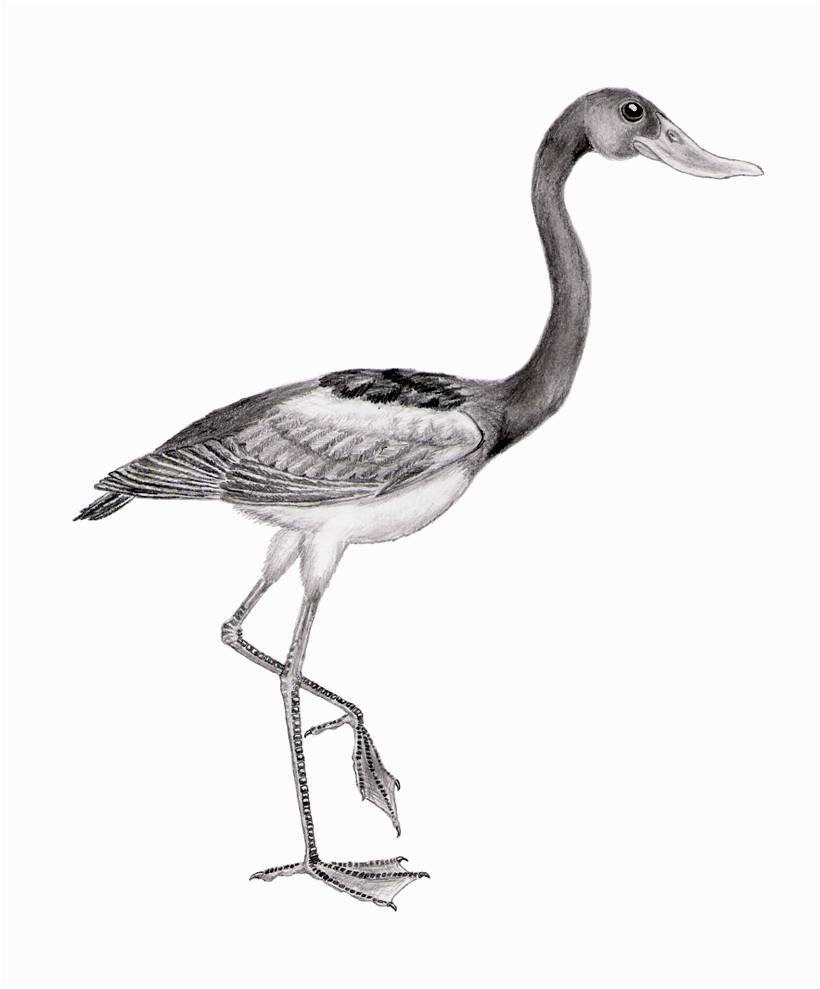
Presbyornis

## Flora

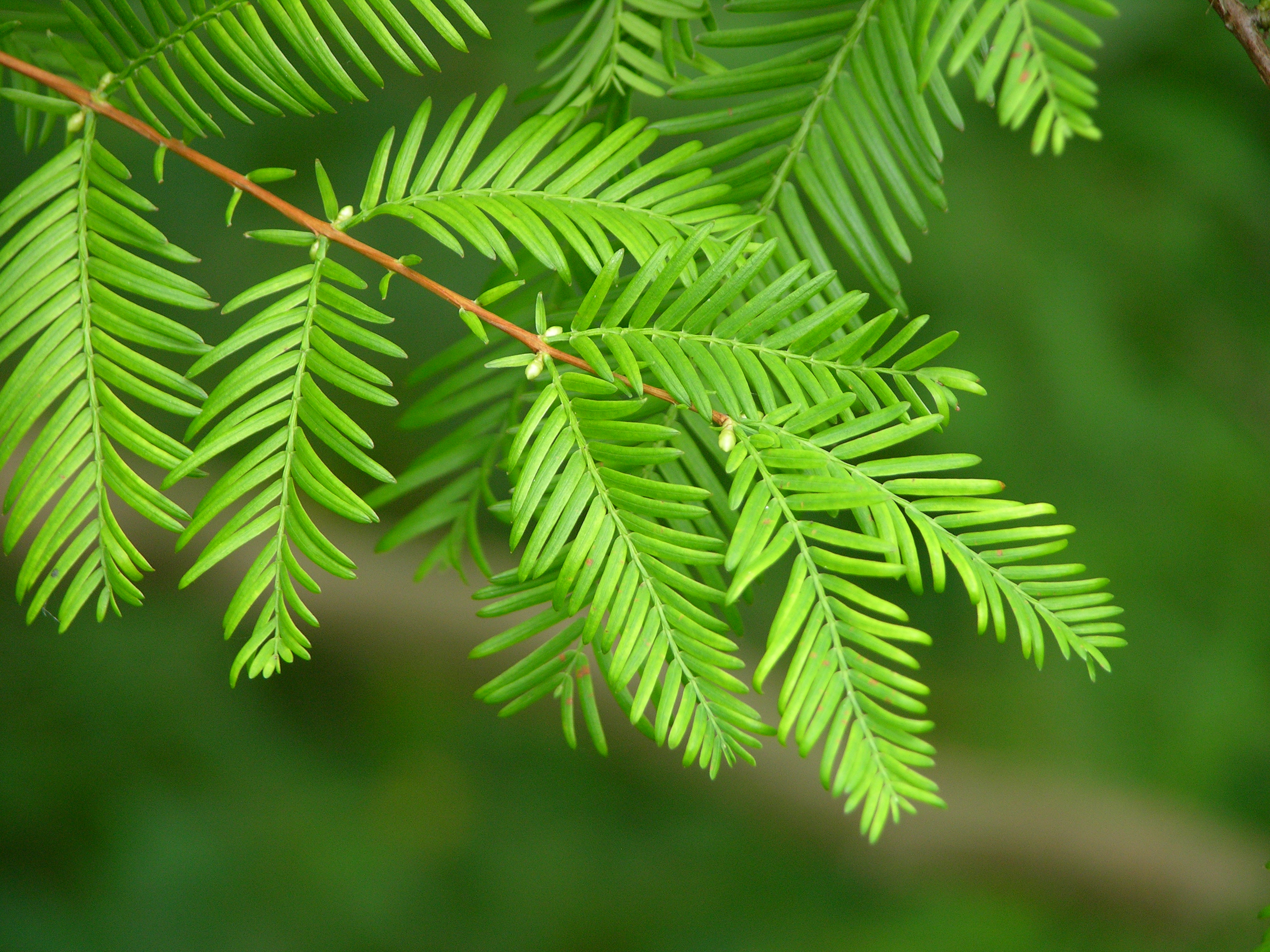
Le foglie della Metasequoia glyptostroboides, più conosciuta come Sequoia dell'alba, unica specie vivente di questo genere i cui resti fossili sono stati ritrovati nell'Eocene.

All'inizio dell'Eocene, le alte temperature provocarono anche il riscaldamento degli oceani e crearono un ambiente caldo e umido che favorì lo sviluppo degli alberi da un Polo all'altro, tanto che la Terra era praticamente ricoperta di boschi, tranne che nelle zone estreme. Si sono infatti ritrovati fossili e resti ben conservati di cipressi e soprattutto di Metasequoia glyptostroboides nell'isola di Ellesmere, situata al di là del circolo polare artico canadese. Per questi ultimi in particolare non si tratta di fossili, ma di resti originali che si sono ben conservati nelle acque povere di ossigeno delle paludi dell'Eocene, e che furono rapidamente interrati nel fango prima che potesse cominciare il processo di decomposizione. Sono stati pure ritrovati fossili di alberi subtropicali in Groenlandia e in Alaska. L'estensione della giungla arrivava fino al Nord-Est degli Stati Uniti e dell'Europa. Con l'aumento della temperatura le palme si svilupparono anche nel Nord dell'Europa e in Alaska, mentre il genere Metasequoia era ampiamente diffuso.
Verso la metà dell'epoca le temperature cominciarono ad abbassarsi considerevolmente, riducendo di conseguenza le estensioni boschive specialmente alle alte latitudini. L'erba, che aveva fatto da poco la sua comparsa, era limitata ai bordi dei fiumi e non aveva ancora conquistato la savana e le grandi pianure.
Il raffreddamento terrestre fu accompagnato da più sensibili cambiamenti stagionali, per cui gli alberi a foglia caduca
che avevano saputo meglio adattarsi all'ambiente, cominciarono ad imporsi rispetto alle specie perenni tropicali. Verso la fine dell'Eocene, i boschi di caducifoglie ricoprivano vaste regioni nei continenti settentrionali, mentre la giungla era confinata all'America del Sud, India e Australia.
L'Antartide, che all'inizio dell'Eocene era ricoperto di boschi temperati-tropicali, si raffreddò progressivamente cosicché la sua vegetazione, adatta a una temperatura più elevata, scomparve gradualmente tanto che all'inizio del successivo Oligocene il continente si presentava ricoperto di boschi di caducifoglie con estese aree a tundra.